# 7 Batalion Sanitarny
7 Batalion Sanitarny (7 bsan.) - pododdział służby zdrowia Wojska Polskiego.

## Historia batalionu
7 Batalion Sanitarny został sformowany 5 sierpnia 1922 roku, w Poznaniu, w koszarach przy ulicy Bukowskiej, na bazie zlikwidowanej Kadry Kompanii Zapasowej Sanitarnej Nr VII. Pododdział był okręgową instytucją służby zdrowia podległą bezpośrednio szefowi sanitarnemu Dowództwa Okręgu Korpusu Nr VII oraz jednostką ewidencyjną dla wszystkich oficerów i szeregowych pełniących służbę w formacjach sanitarnych i liniowych OK VII, w tym w 7 Szpitalu Okręgowym w Poznaniu oraz w szpitalach rejonowych w Gnieźnie, w Kaliszu (z siedzibą w Szczypiornie oraz z filią w Ostrowie Wlkp) i w Śremie (z siedzibą w Lesznie) oraz w Centralnej Wojskowej Szkole Gimnastyki i Sportu w Poznaniu, a także w Zakładzie Leczniczo-Protezowym dla Inwalidów w Poznaniu. Ponadto batalion wypełniał funkcje szkoleniowe oraz mobilizacyjne.
W 1928 roku w 7 bsan. służbę pełniło trzech lekarzy i jeden aptekarz oraz jedenastu oficerów administracyjnych, w tym dziesięciu działu sanitarnego i jeden działu gospodarczego (płatnik).
30 maja 1931 roku wprowadzona została nowa organizacja pokojowa służby zdrowia. W jej ramach bataliony sanitarne zostały włączone w struktury szpitali okręgowych jako ich kadry zapasowe. Na bazie zlikwidowanego baonu utworzona została Kadra Zapasowa 7 Szpitala Okręgowego.

## Organizacja batalionu
W skład batalionu wchodziła:
- drużyna dowódcy batalionu,
- trzy kompanie sanitarne,
- kadra batalionu zapasowego,
- warsztat sanitarno-techniczny.

Każda z kompanii sanitarnych składała się z drużyny dowódcy i czterech plutonów. Pluton liczył dwie drużyny po dwie sekcje sanitarne. Dwa plutony z każdej kompanii były wydzielone do służby w szpitalu okręgowym i w szpitalach rejonowych. Szpital okręgowy dysponował trzema plutonami, a każdy z trzech szpitali rejonowych – jednym plutonem obsługi sanitarnej.

## Żołnierze 7 Batalionu Sanitarnego
Dowódcy Oddziału Szkolno-Sanitarnego - Komp. Zapas. Sanit. 7 - Kadry K.Z.S. VII - Baonu San. VII
- ppłk lek. Stefan Janiszewski (IV - VIII 1920)
- ppłk lek. Zelewski (IX - XII 1920)
- mjr lek. Władysław Sobecki (XII 1920 - V 1921)
- ppłk lek. Kuliński (V 1921 - V 1922)
- ppłk lek. Winiarz (p.o. V - VI 1922)
- płk lek. Stanisław Klocek (21 VI 1922 - I 1924[8])
- płk lek. Leonard Ernest Jarociński (1924)
- ppłk lek. Józef Wacław Osmólski (1928)
- ppłk lek. Leon Strehl (1931 → pomocnik komendanta 7 Szpit. Okr.[5])

Zastępcy dowódcy batalionu
- kpt. lek. Stanisław Habich - zastępca dowódcy baonu (1923)
- mjr lek. Włodzimierz Franciszek Dębczyński (od V 1924[9])

## Odznaka batalionu
23 sierpnia 1928 roku gen. dyw. Daniel Konarzewski, w zastępstwie Ministra Spraw Wojskowych, zatwierdził wzór i regulamin odznaki pamiątkowej 7 bsan.
Odznaka o wymiarach 50x50 mm ma kształt krzyża pokrytego białą emalią, którego ramiona są zakończone kulkami. W jego centrum medalion w kolorze wiśniowym z granatową obwódką. Przestrzenie między ramionami krzyża wypełnione wiązkami promieni. Na ramionach krzyża wpisano numer i inicjały „7 BS” oraz rok „1920”. Odznaka jednoczęściowa, wykonana w srebrze.